# Билтмор Форест (Северна Каролина)
Билтмор Форест (енгл. Biltmore Forest) град је у америчкој савезној држави Северна Каролина.

## Демографија
По попису из 2010. године број становника је 1.343, што је 97 (-6,7%) становника мање него 2000. године.
| Група             | 2000.         | 2010.         |
| Белци             | 1.427 (99,1%) | 1.309 (97,5%) |
| Афроамериканци    | 0 (0,0%)      | 5 (0,4%)      |
| Азијати           | 2 (0,1%)      | 4 (0,3%)      |
| Хиспаноамериканци | 2 (0,1%)      | 13 (1,0%)     |
| Укупно            | 1.440         | 1.343         |